# Eremurus afghanicus
Eremurus afghanicus là một loài thực vật có hoa trong họ Thích diệp thụ. Loài này được Gilli miêu tả khoa học đầu tiên năm 1954.